# Julien Verdonck
Julien Verdonck (Gent, 1885. január 13. – Gent, 1949. március 7.) olimpiai ezüstérmes belga tornász.

## Pályafutása
Az első világháború után az 1920. évi nyári olimpiai játékokon indult, és mint tornász versenyzett. Csapat összetettben ezüstérmes lett.